# Calificările pentru Campionatul European de Fotbal sub 19 2011 (runda elită)
Runda elită a calificărilor pentru Campionatul European de Fotbal sub 19 2011 a fost a doua rundă de calificare pentru turneul final din 2011. Cele 28 de echipe ce au obținut venit din runda de calificare au fost distribuite în șapte grupe de patru, jucând fiecare cu fiecare, iar una dintre echipe fiind gazda mini turneului. Câștigătoarele grupelor au obținut automat calificarea pentru turneul final din România. Tragerea la sorți a grupelor a avut loc la 30 noiembrie 2010 la ora 12:15 (CET) la Nyon, Elveția.
| Urna A                                                                | Urna B                                                            | Urna C                                                                     | Urna D                                                                                  |
| --------------------------------------------------------------------- | ----------------------------------------------------------------- | -------------------------------------------------------------------------- | --------------------------------------------------------------------------------------- |
| Spania · Țările de Jos · Serbia · Belgia · Italia · Franța · Germania | Turcia · Anglia · Norvegia · Irlanda · Estonia · Slovacia · Rusia | Ucraina · Ungaria · Belarus · Israel · Elveția · Portugalia · Țara Galilor | Muntenegru · Cehia · Polonia · Grecia · Croația · Macedonia de Nord · Republica Moldova |

Gazdele turneului sunt scrise cursiv.
Meciurile s-au desfășurat între 28 aprilie și 5 iune 2011.

## Grupa 1
| Echipa     | M | V | E | Î | GM | GP | G  | Pct |
| ---------- | - | - | - | - | -- | -- | -- | --- |
| Belgia     | 3 | 2 | 1 | 0 | 4  | 2  | +2 | 7   |
| Portugalia | 3 | 2 | 0 | 1 | 4  | 1  | +3 | 6   |
| Croația    | 3 | 1 | 0 | 2 | 3  | 4  | −1 | 3   |
| Estonia    | 3 | 0 | 1 | 2 | 0  | 4  | −4 | 1   |

| Belgia        | 1 – 0   | Portugalia |
| ------------- | ------- | ---------- |
| Lestienne 25' | Cronica |            |

| Estonia | 0 – 1   | Croația |
| ------- | ------- | ------- |
|         | Cronica | Mić 40' |

| Belgia                            | 3 – 2   | Croația              |
| --------------------------------- | ------- | -------------------- |
| Lestienne 23' Rykх 57' Hazard 88' | Cronica | Blažević 28' Mić 87' |

| Portugalia                        | 3 – 0   | Estonia |
| --------------------------------- | ------- | ------- |
| Carvalho 44' Cá 56' Cavaleiro 88' | Cronica |         |

| Estonia | 0 – 0   | Belgia |
| ------- | ------- | ------ |
|         | Cronica |        |

| Croația | 0 – 1   | Portugalia |
| ------- | ------- | ---------- |
|         | Cronica | Barros 18' |

## Grupa 2
| Echipa     | M | V | E | Î | GM | GP | G  | Pct |
| ---------- | - | - | - | - | -- | -- | -- | --- |
| Spania     | 3 | 2 | 1 | 0 | 6  | 2  | +4 | 7   |
| Anglia     | 3 | 2 | 1 | 0 | 5  | 3  | +2 | 7   |
| Elveția    | 3 | 1 | 0 | 2 | 6  | 7  | −1 | 3   |
| Muntenegru | 3 | 0 | 0 | 3 | 2  | 7  | −5 | 0   |

| Spania             | 2 – 1   | Elveția         |
| ------------------ | ------- | --------------- |
| Juanmi 3' Isco 74' | Cronica | Amat 77' (o.g.) |

| Anglia   | 1 – 0   | Muntenegru |
| -------- | ------- | ---------- |
| Kane 51' | Cronica |            |

| Spania                     | 3 – 0   | Muntenegru |
| -------------------------- | ------- | ---------- |
| Juanmi 52', 61' Morata 75' | Cronica |            |

| Elveția                    | 2 – 3   | Anglia                             |
| -------------------------- | ------- | ---------------------------------- |
| Kamber 14' Seferović 90+1' | Cronica | Williams 20' Ngoo 45' Thorne 90+4' |

| Anglia     | 1 – 1   | Spania   |
| ---------- | ------- | -------- |
| Kane 45+2' | Cronica | Isco 26' |

| Muntenegru             | 2 – 3   | Elveția                    |
| ---------------------- | ------- | -------------------------- |
| Đorđević 41' Mrdak 58' | Cronica | Drmić 20', 74' Freuler 25' |

## Grupa 3
| Echipa   | M | V | E | Î | GM | GP | G  | Pct |
| -------- | - | - | - | - | -- | -- | -- | --- |
| Grecia   | 3 | 3 | 0 | 0 | 5  | 2  | +3 | 9   |
| Franța   | 3 | 2 | 0 | 1 | 5  | 2  | +3 | 6   |
| Slovacia | 3 | 1 | 0 | 2 | 6  | 4  | +2 | 3   |
| Belarus  | 3 | 0 | 0 | 3 | 0  | 8  | −8 | 0   |

| Slovacia  | 1 – 2   | Grecia                       |
| --------- | ------- | ---------------------------- |
| Lásik 18' | Cronica | Katidis 5' Bartek 36' (o.g.) |

| Franța                  | 2 – 0   | Belarus |
| ----------------------- | ------- | ------- |
| Derouard 25' Taïder 35' | Cronica |         |

| Belarus | 0 – 5   | Slovacia                                                     |
| ------- | ------- | ------------------------------------------------------------ |
|         | Cronica | Špilár 19', 74' Škvarka 45+2' Hladík 68' Aliseiko 78' (o.g.) |

| Franța     | 1 – 2   | Grecia                    |
| ---------- | ------- | ------------------------- |
| Taïder 21' | Cronica | Vellios 25' Rougkalas 47' |

| Slovacia | 0 – 2   | Franța                       |
| -------- | ------- | ---------------------------- |
|          | Cronica | Situ 64' Derouard 79' (pen.) |

| Grecia      | 1 – 0   | Belarus |
| ----------- | ------- | ------- |
| Mavrias 49' | Cronica |         |

## Grupa 4
| Echipa  | M | V | E | Î | GM | GP | G  | Pct} |
| ------- | - | - | - | - | -- | -- | -- | ---- |
| Irlanda | 3 | 2 | 1 | 0 | 4  | 0  | +4 | 7    |
| Italia  | 3 | 2 | 0 | 1 | 4  | 4  | 0  | 6    |
| Ucraina | 3 | 0 | 2 | 1 | 1  | 2  | −1 | 2    |
| Polonia | 3 | 0 | 1 | 2 | 2  | 5  | −3 | 1    |

| Italia      | 1 – 0   | Ucraina |
| ----------- | ------- | ------- |
| Beretta 67' | Cronica |         |

| Republica Irlanda | 1 – 0   | Polonia |
| ----------------- | ------- | ------- |
| Hendrick 15'      | Cronica |         |

| Ucraina | 0 – 0   | Irlanda |
| ------- | ------- | ------- |
|         | Cronica |         |

| Italia                                | 3 – 1   | Polonia  |
| ------------------------------------- | ------- | -------- |
| Sampirisi 14' Minotti 69' Viviani 80' | Cronica | Żyro 39' |

| Republica Irlanda                    | 3 – 0   | Italia |
| ------------------------------------ | ------- | ------ |
| Murphy 32' Murray 61' O'Sullivan 81' | Cronica |        |

| Polonia  | 1 – 1   | Ucraina          |
| -------- | ------- | ---------------- |
| Żyro 45' | Cronica | Kalitvintsev 68' |

## Grupa 5
| Echipa        | M | V | E | Î | GM | GP | G  | Pct |
| ------------- | - | - | - | - | -- | -- | -- | --- |
| Cehia         | 3 | 2 | 1 | 0 | 3  | 1  | +2 | 7   |
| Rusia         | 3 | 1 | 2 | 0 | 4  | 2  | +2 | 5   |
| Țările de Jos | 3 | 0 | 2 | 1 | 2  | 3  | −1 | 2   |
| Israel        | 3 | 0 | 1 | 2 | 3  | 6  | −3 | 1   |

| Țările de Jos | 1 – 1   | Israel    |
| ------------- | ------- | --------- |
| Özyakup 77'   | Cronica | Kehat 29' |

| Rusia | 0 – 0   | Cehia |
| ----- | ------- | ----- |
|       | Cronica |       |

| Țările de Jos | 0 – 1   | Cehia       |
| ------------- | ------- | ----------- |
|               | Cronica | Přikryl 16' |

| Israel    | 1 – 3   | Rusia                                 |
| --------- | ------- | ------------------------------------- |
| Agajev 5' | Cronica | Ozdoev 14' Makhmudov 29' Khodyrev 65' |

| Rusia                | 1 – 1   | Țările de Jos  |
| -------------------- | ------- | -------------- |
| Emelyanov 53' (pen.) | Cronica | Castaignos 18' |

| Cehia                | 2 – 1   | Israel     |
| -------------------- | ------- | ---------- |
| Lácha 73' Sladký 83' | Cronica | Dabbur 72' |

## Grupa 6
| Echipa            | M | V | E | Î | GM | GP | G   | Pct |
| ----------------- | - | - | - | - | -- | -- | --- | --- |
| Serbia            | 3 | 2 | 0 | 1 | 10 | 3  | +7  | 6   |
| Țara Galilor      | 3 | 2 | 0 | 1 | 6  | 5  | +1  | 6   |
| Norvegia          | 3 | 2 | 0 | 1 | 7  | 4  | +3  | 6   |
| Republica Moldova | 3 | 0 | 0 | 3 | 0  | 11 | −11 | 0   |

| Serbia                  | 2 – 3   | Țara Galilor                        |
| ----------------------- | ------- | ----------------------------------- |
| Milunović 39' Lukić 90' | Cronica | Peniket 36', 43' Alfei 90+2' (pen.) |

| Norvegia                                   | 4 – 0   | Republica Moldova |
| ------------------------------------------ | ------- | ----------------- |
| Bakenga 30' (pen.), 45', 50' de Lanlay 37' | Cronica |                   |

| Serbia                                                 | 5 – 0   | Republica Moldova |
| ------------------------------------------------------ | ------- | ----------------- |
| Prodan 13' (o.g.) Čaušić 61' Lukić 74', 90' Trujić 87' | Cronica |                   |

| Țara Galilor | 1 – 3   | Norvegia                               |
| ------------ | ------- | -------------------------------------- |
| Lucas 7'     | Cronica | Henriksen 3' de Lanlay 26' Nielsen 74' |

| Norvegia | 0 – 3   | Serbia                     |
| -------- | ------- | -------------------------- |
|          | Cronica | Lukić 28', 40' (pen.), 82' |

| Republica Moldova | 0 – 2   | Țara Galilor        |
| ----------------- | ------- | ------------------- |
|                   | Cronica | Walsh 36' Jones 88' |

## Grupa 7
| Echipa            | M | V | E | Î | GM | GP | G  | Pct |
| ----------------- | - | - | - | - | -- | -- | -- | --- |
| Turcia            | 3 | 3 | 0 | 0 | 10 | 2  | +8 | 9   |
| Germania          | 3 | 2 | 0 | 1 | 8  | 1  | +7 | 6   |
| Ungaria           | 3 | 1 | 0 | 2 | 5  | 11 | −6 | 3   |
| Macedonia de Nord | 3 | 0 | 0 | 3 | 3  | 12 | −9 | 0   |

| Germania                  | 3 – 0   | Ungaria |
| ------------------------- | ------- | ------- |
| Leitner 16' Durm 57', 67' | Cronica |         |

| Turcia              | 3 – 1   | Macedonia de Nord |
| ------------------- | ------- | ----------------- |
| Demir 59', 64', 85' | Cronica | Gjurgjević 16'    |

| Germania                                              | 5 – 0   | Macedonia de Nord |
| ----------------------------------------------------- | ------- | ----------------- |
| Leitner 18' (pen.), 45+1' (pen.), 85' Parker 66', 82' | Cronica |                   |

| Ungaria   | 1 – 6   | Turcia                                                |
| --------- | ------- | ----------------------------------------------------- |
| Ugrai 46' | Cronica | Demir 2', 76' Dere 6' Șahiner 44', 90' Bekdemir 90+3' |

| Turcia    | 1 – 0   | Germania |
| --------- | ------- | -------- |
| Demir 22' | Cronica |          |

| Macedonia de Nord         | 2 – 4   | Ungaria                                                   |
| ------------------------- | ------- | --------------------------------------------------------- |
| Naumchevski 26' Timov 72' | Cronica | Skriba 34' (pen.), 53' (pen.) Szolnoki 71' Gergő Nagy 90' |